# Tribunal de Contas do Estado de São Paulo

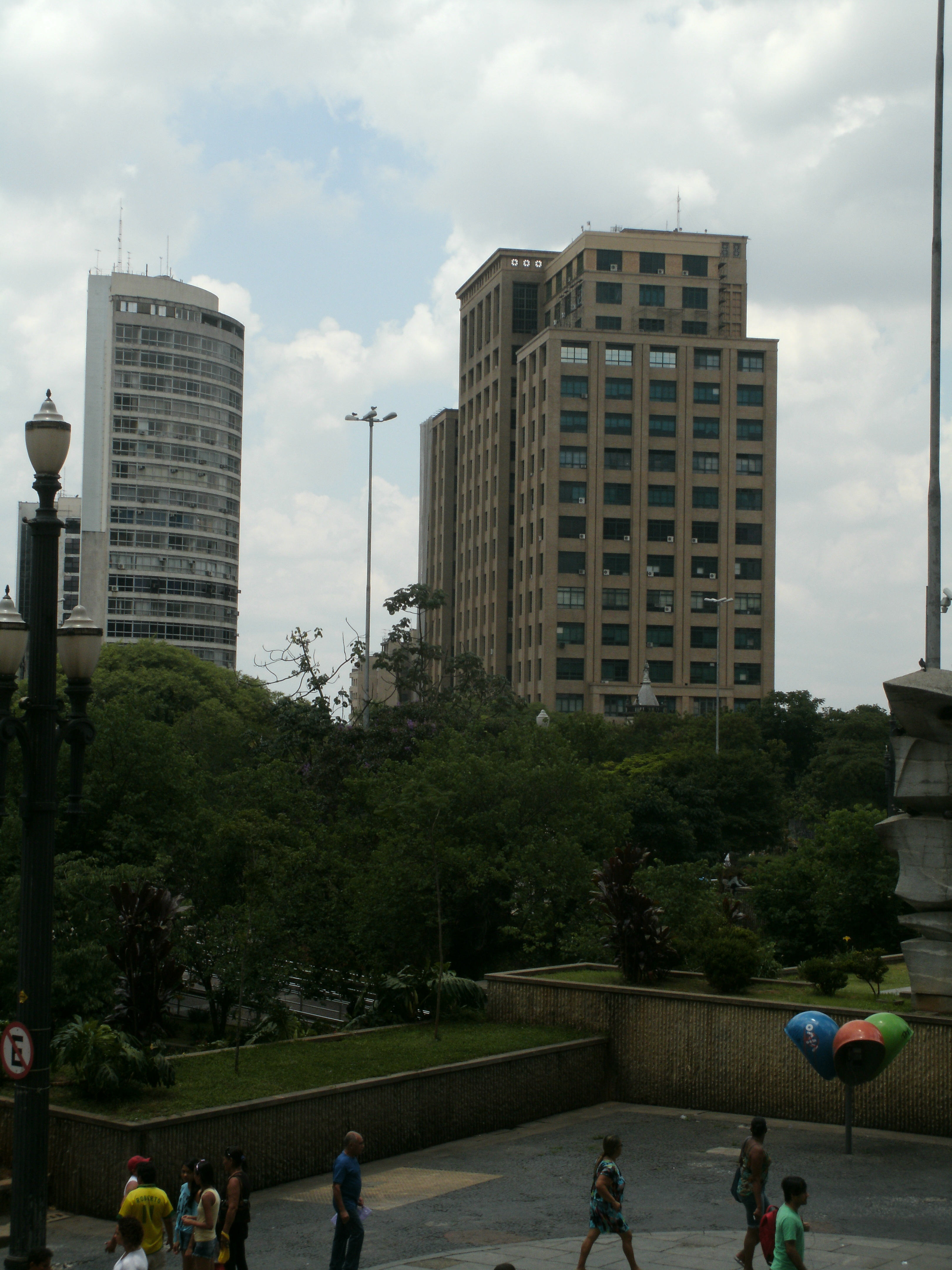
Vista do edifício do Tribunal de Contas do Estado de São Paulo

O Tribunal de Contas do Estado de São Paulo (TCE-SP) é um órgão
público, cujas atribuições são fiscalização contábil, financeira, orçamentária, operacional e patrimonial do estado de São Paulo e de seus municípios. É também um órgão de controle externo junto ao poder legislativo.
No âmbito jurisdicional, o TCE-SP abrange toda a administração estadual, fiscalizando as contas públicas referentes a contratos, convênios, acordos, subvenções e demais operações que envolvam orçamento público, sejam realizadas tanto por pessoas jurídicas como pessoas físicas.
Além da sede e dois prédios anexos localizados na capital paulista, o TCE-SP possui 20 Unidades Regionais distribuídas pelo estado.

## Composição
O Órgão é composto pelos cargos de Conselheiro, Conselheiro-Substituto, Agente de Fiscalização (Auditor de Controle Externo) e Auxiliar Técnico da Fiscalização, os quais possuem as seguintes atribuições:
Conselheiros: são nomeados pelo Governador, após aprovação da Assembleia Legislativa. Possuem as mesmas garantias, prerrogativas, impedimentos, vencimentos e vantagens do Desembargador do Tribunal de Justiça do Estado de São Paulo. São responsáveis por exercer a direção de processo que lhe tenha sido distribuído, como Relator ou Juiz Singular, bem como por emitir parecer prévio sobre as Contas do Poder Executivo e pelo julgamento das Contas do Poder Legislativo, das Autarquias, Fundações, Empresas Públicas e Sociedades de Economia do Governo do Estado e dos Municípios Paulistas, exceto da Capital.
Conselheiros-Substitutos (Auditores Substitutos de Conselheiros): cargo público de provimento efetivo, de nível constitucional previsto no §4º do art. 73 da CF/88, ocupado por servidor público, de nível superior, que tem como função precípua substituir os Conselheiros. Além disso, os Conselheiros-Substitutos (Auditores Substitutos de Conselheiros) também exercem as atribuições ordinárias da judicatura de contas: presidir e relatar os processos a eles distribuídos; e na substituição terão as mesmas garantias e impedimentos do titular e, quando no exercício das demais atribuições da judicatura, às de Juiz de última entrância.
Agentes de Fiscalização (Auditores de Controle Externo): Cargo público de provimento efetivo ocupado por servidor público, de nível superior, cujos titulares são responsáveis pelo exercício da fiscalização contábil, financeira, orçamentária, operacional, patrimonial e demais ações de controle externo, bem como pela elaboração e assinatura dos relatórios de Auditoria externa.
Auxiliar Técnico de Fiscalização: Cargo de provimento efetivo ocupado por servidor público, de nível médio, cujos titulares auxiliam os Agentes de Fiscalização (Auditores de Controle Externo).

## História
O TCE-SP foi instituído em 1921 por Washington Luís, 11º Presidente do Estado de São Paulo. A sua competência, determinada pelo artigo 71 da Constituição Política do Estado, reforma de 9 de julho de 1921, era então "liquidar as contas da receita e despesa e verificar a sua legalidade antes de serem prestadas ao Congresso".
Sua primeira Sessão ocorreu em 6 de maio de 1924, sendo seu primeiro Presidente Jorge Tibiriça Piratininga. Durante o Estado Novo, foi extinto pelo Decreto 4793, de 12 de dezembro de 1930, retornando apenas pelo Decreto-Lei 16.690, de 7 de janeiro de 1947. A Constituição Federal de 1988 adaptou o Tribunal de Contas do Estado de São Paulo ao modelo da União.
Com as novas reformas da Constituição, suas atribuições passaram a ser mais abrangentes, atuando na fiscalização contábil, orçamentária e patrimonial do estado e seus municípios, menos a capital, atuando também na fiscalização e controle das entidades e fundações de administração direta ou indireta, no âmbito estadual.

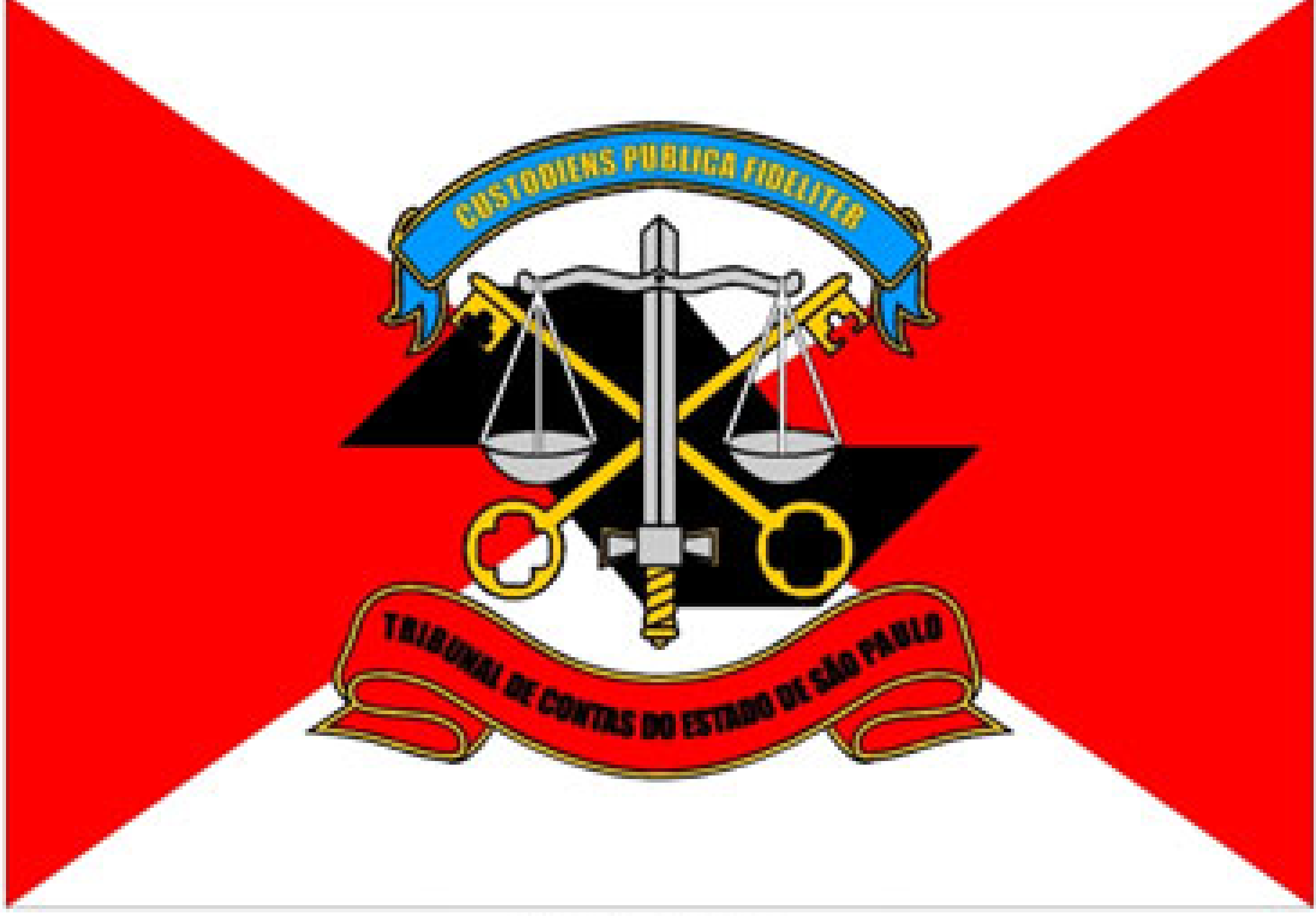
Bandeira do TCSP.